# 育林站
育林站是位于内蒙古自治区牙克石市育林村的一个铁路车站，邮政编码22162。车站建于1944年，有牙林铁路经过该站，现仅办理货运，不办理客运业务。车站距离牙克石109公里，隶属哈尔滨铁路局，是四等站。